# Robert Sohl
Robert Raymond Sohl (* 28. März 1928 in York, Pennsylvania; † 8. April 2001 in Highland Beach, Florida) war ein US-amerikanischer Schwimmer.

## Karriere
Sohl nahm 1948 an den Olympischen Spielen teil. In London gewann er über 200 m Brust die Bronzemedaille. Darüber hinaus nahm der US-Amerikaner zwischen 1947 und 1949 für die Michigan Wolverines an Wettbewerben der NCAA teil.